# Schloss Ratibor

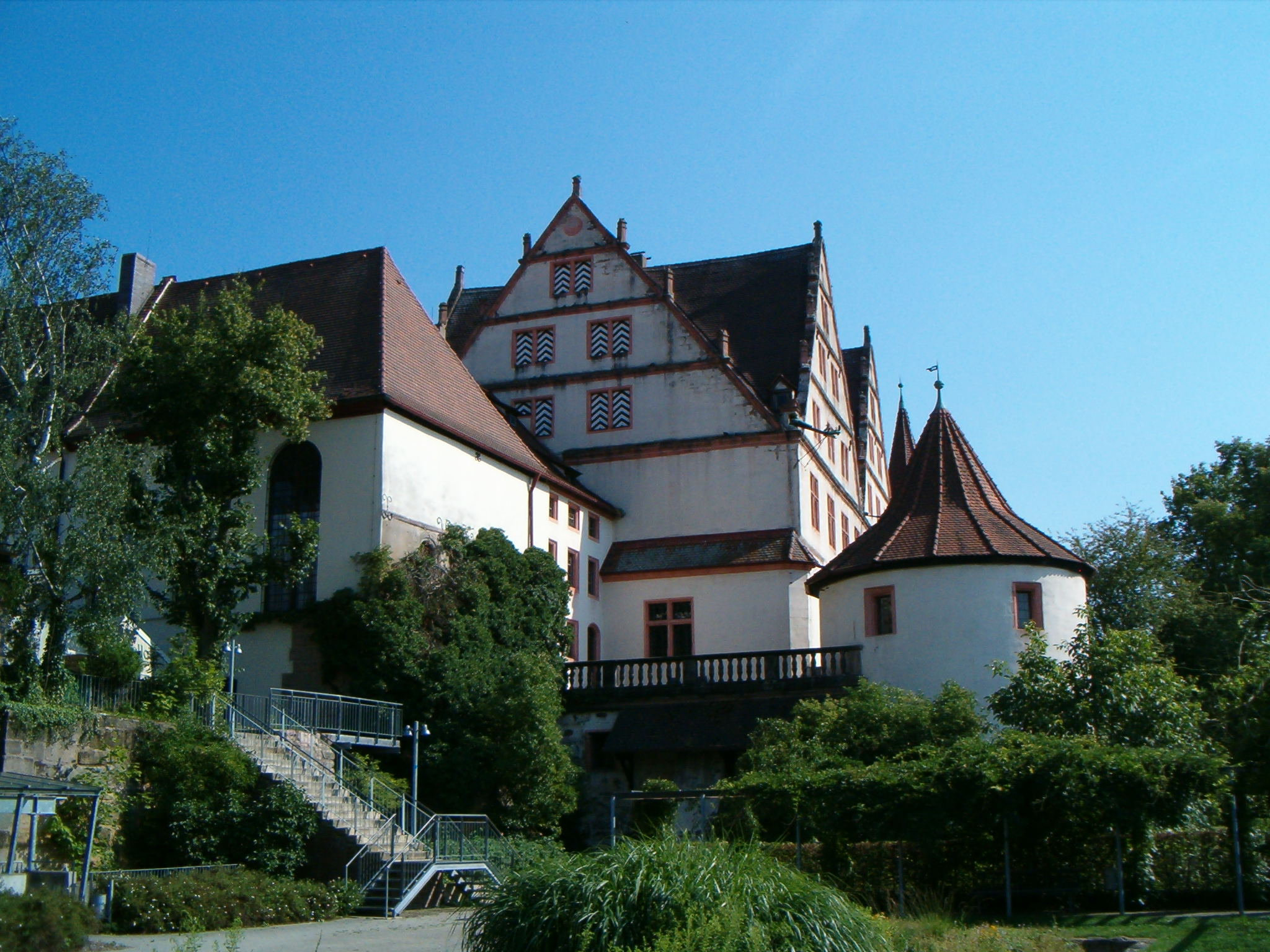
Schloss Ratibor

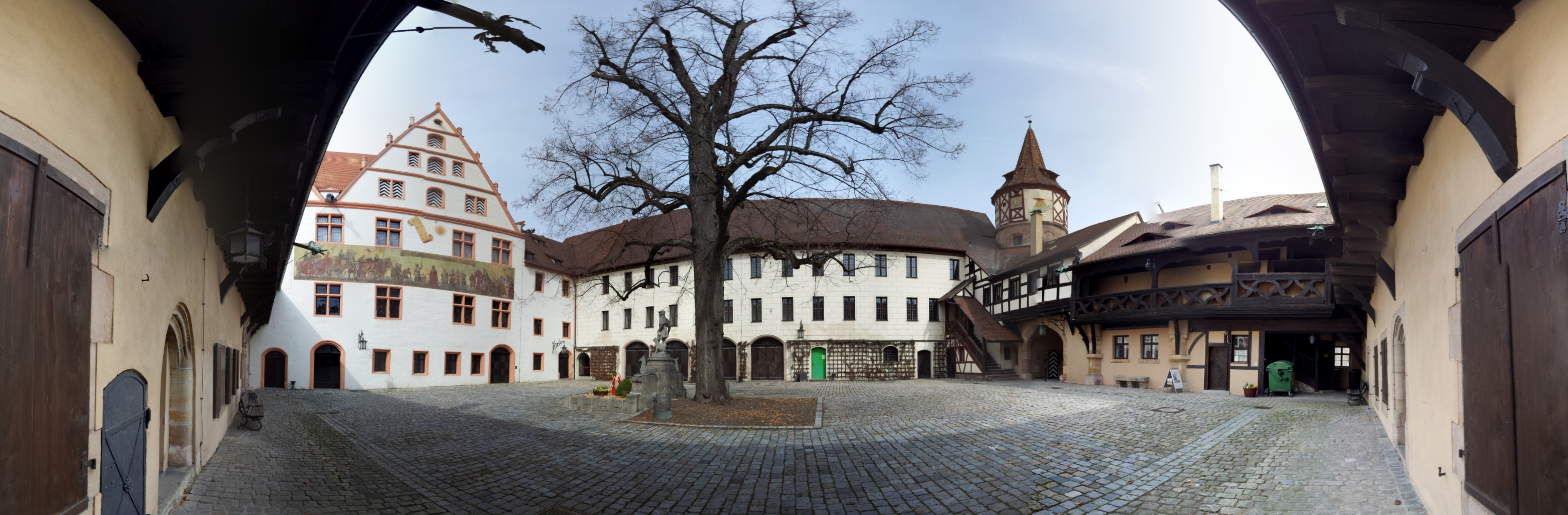
Innenhof von Schloss Ratibor

Das Schloss Ratibor ist ein Jagdschloss in Roth in Mittelfranken. Es befindet sich am südlichen Ende der Rother Hauptstraße und besitzt einen Innenhof sowie einen kleinen Park. Georg der Fromme, Markgraf von Brandenburg-Ansbach, ließ es 1535–1537 errichten.

## Geschichte
Das Schloss wurde im Stil der deutschen Frührenaissance erbaut, weist aber auch einige spätgotische Stilelemente auf. Der Bau wurde hauptsächlich durch Einnahmen aus dem oberschlesischen Doppelfürstentum Oppeln-Ratibor finanziert, das 1532–1551 an die Markgrafen von Brandenburg-Ansbach verpfändet war. Die Benennung Schloss Ratibor an der Retzet (Rednitz) leitet sich von der Residenzstadt Ratibor ab.
Im Jahre 1791, mit der Abdankung des letzten Markgrafen von Brandenburg-Ansbach, erwarb der Fabrikant Johann Philipp Stieber das Gebäude und brachte dort eine Fabrik für Leonische Waren unter. Ab 1858 war das Landgericht in einem Flügel untergebracht.
Von 1892 bis 1916 ließ Wilhelm von Stieber durch Künstler wie Ferdinand Wagner, Rudolf von Seitz, Friedrich Wanderer und Conradin Walther große Teile des Gebäudes im Stil der Spätrenaissance umgestalten, so zum Beispiel den Prunksaal mit Deckenmalereien aus der antiken Mythologie sowie Gobelins mit Szenen aus der Odyssee.
Im Jahr 1942 wurde das Schloss der Stadt Roth als Geschenk übergeben. Es wird seitdem  vielfältig genutzt. Im ehemaligen Marstall sind die Stadtbücherei und der Sitzungssaal des Stadtrates untergebracht, im zweiten Stock des den Hof umspannenden Flügels das Stadtmuseum und in einem Teil des Erdgeschosses die städtische Touristeninformation. Das Hauptgebäude beherbergt das Stadtarchiv. Im Sommer wird der Innenhof für die Aufführung der Schlosshofspiele benutzt.
In den Jahren 2006 und 2007 wurden die Fassade und Teile der Innenräume generalsaniert.
Bis zum Jahr 2015 wurden die ehemaligen Ratsstuben saniert und zu Veranstaltungsräumen umgebaut. Diese werden seitdem für Hochzeiten und repräsentative Veranstaltungen der Stadt genutzt.

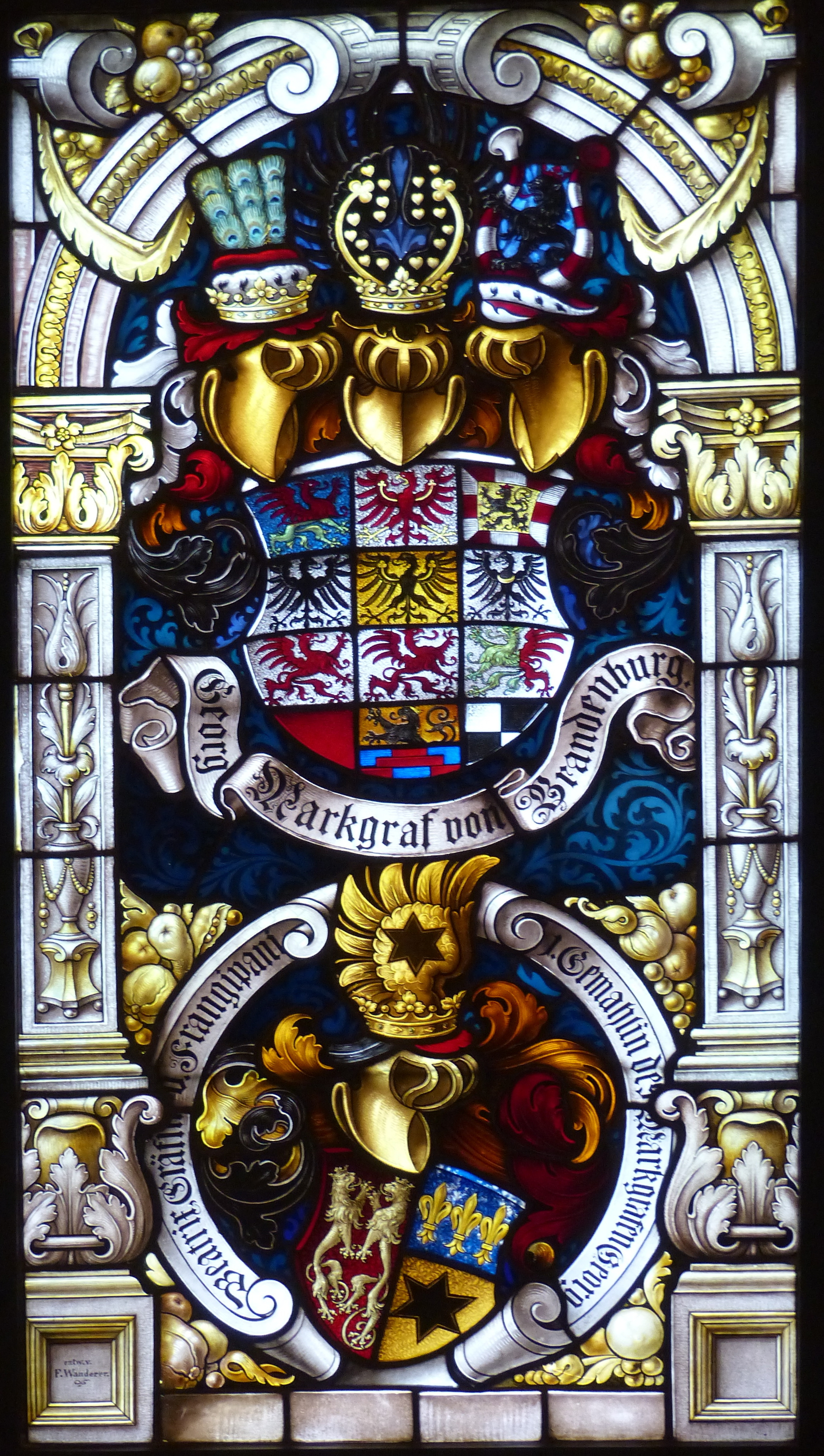
Wappens George Brandenburg, Beatrice Frangepan
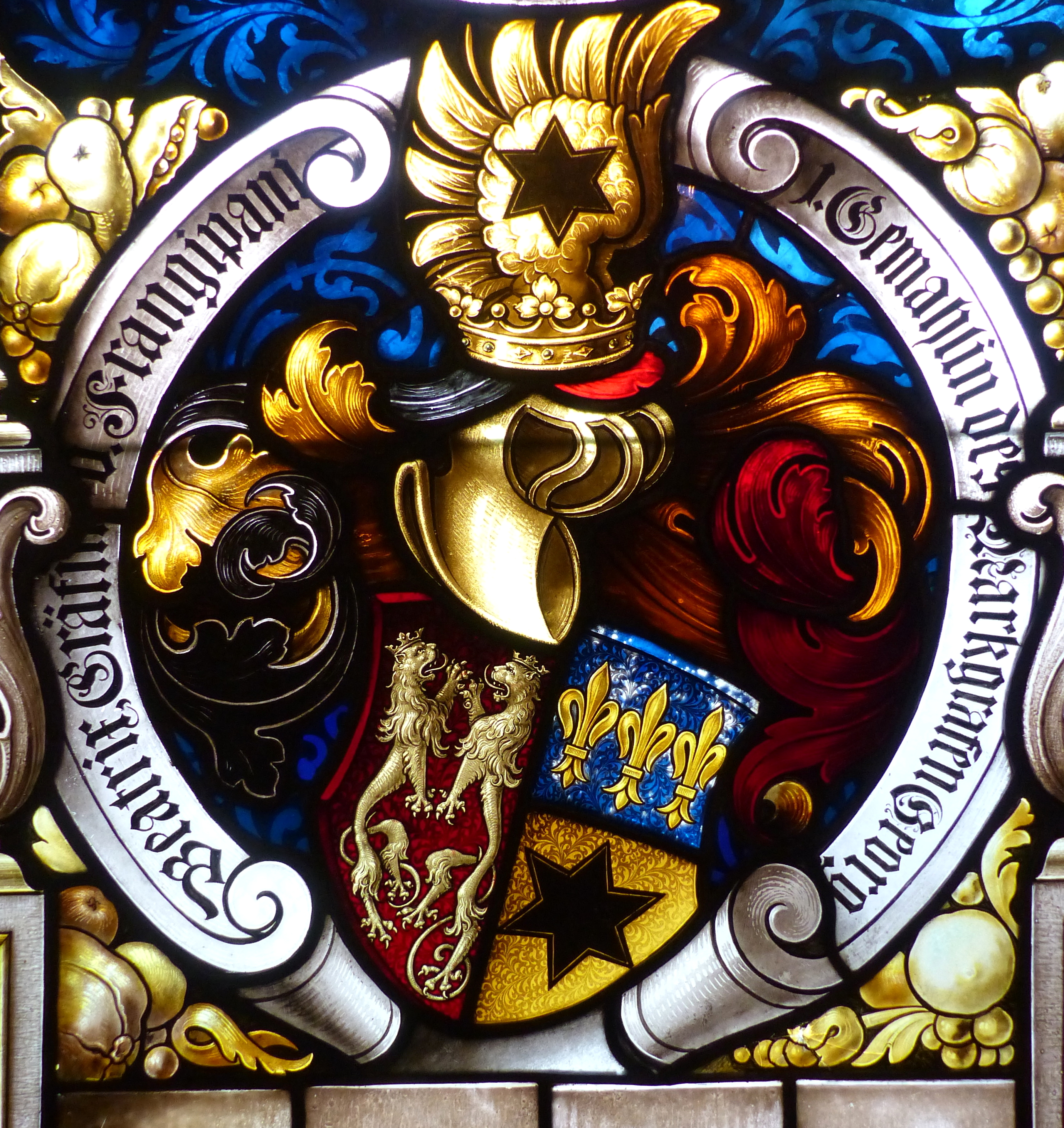
Wappen Beatrice de Frangepani
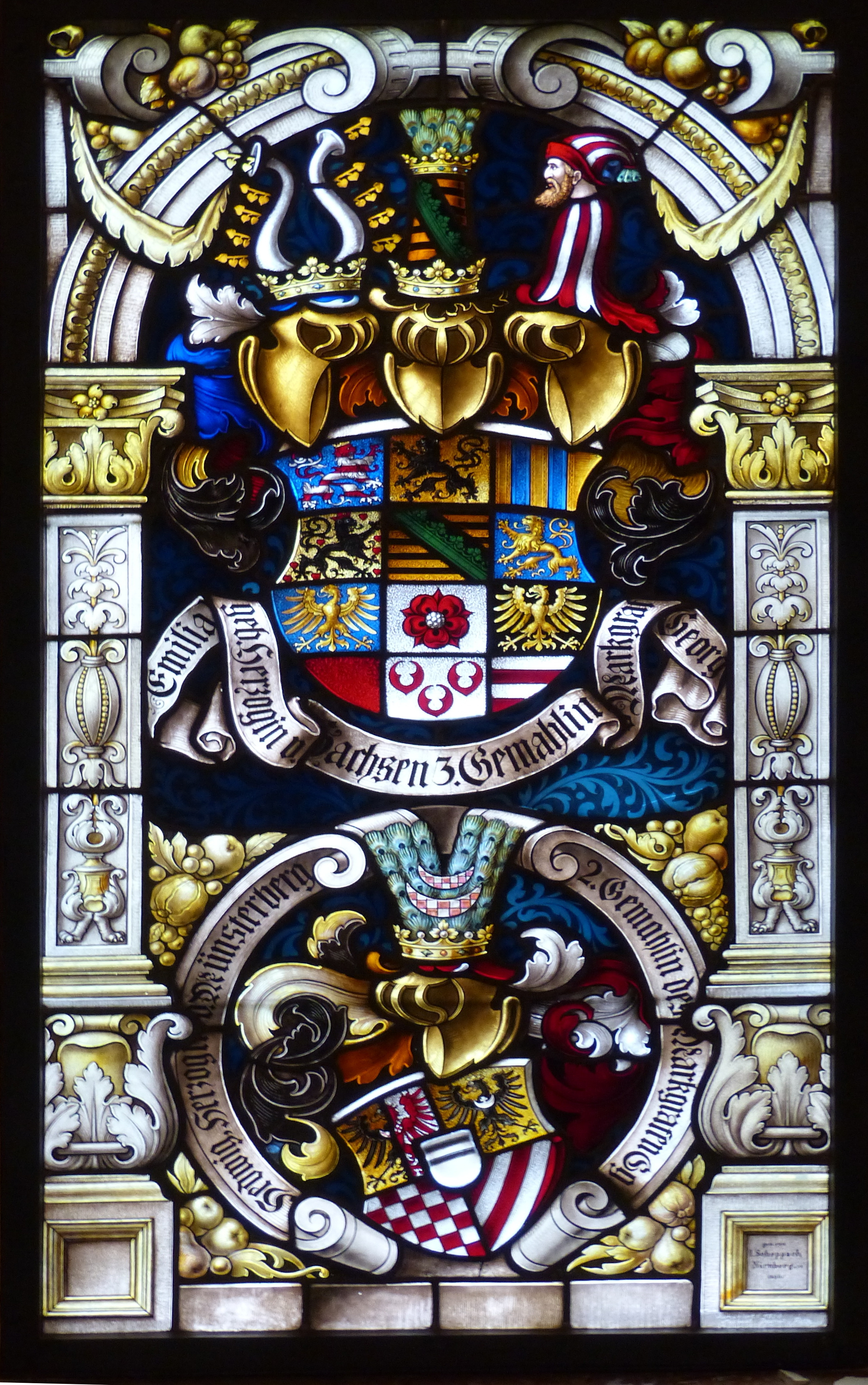
Wappen Emilia Sachsen, Hedwig Münsterberg-Oels.
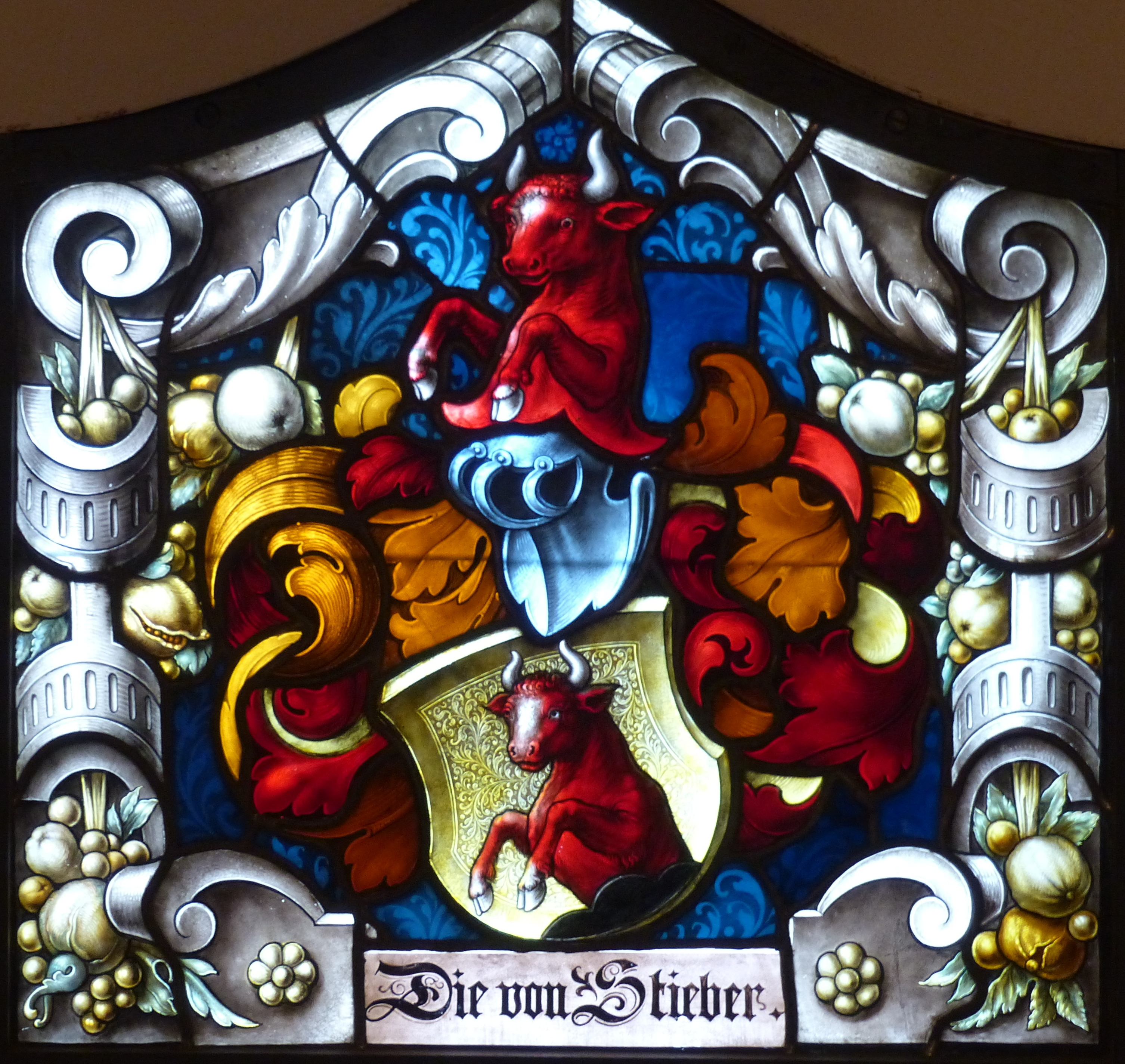
Wappen Wilhelm von Stiebers
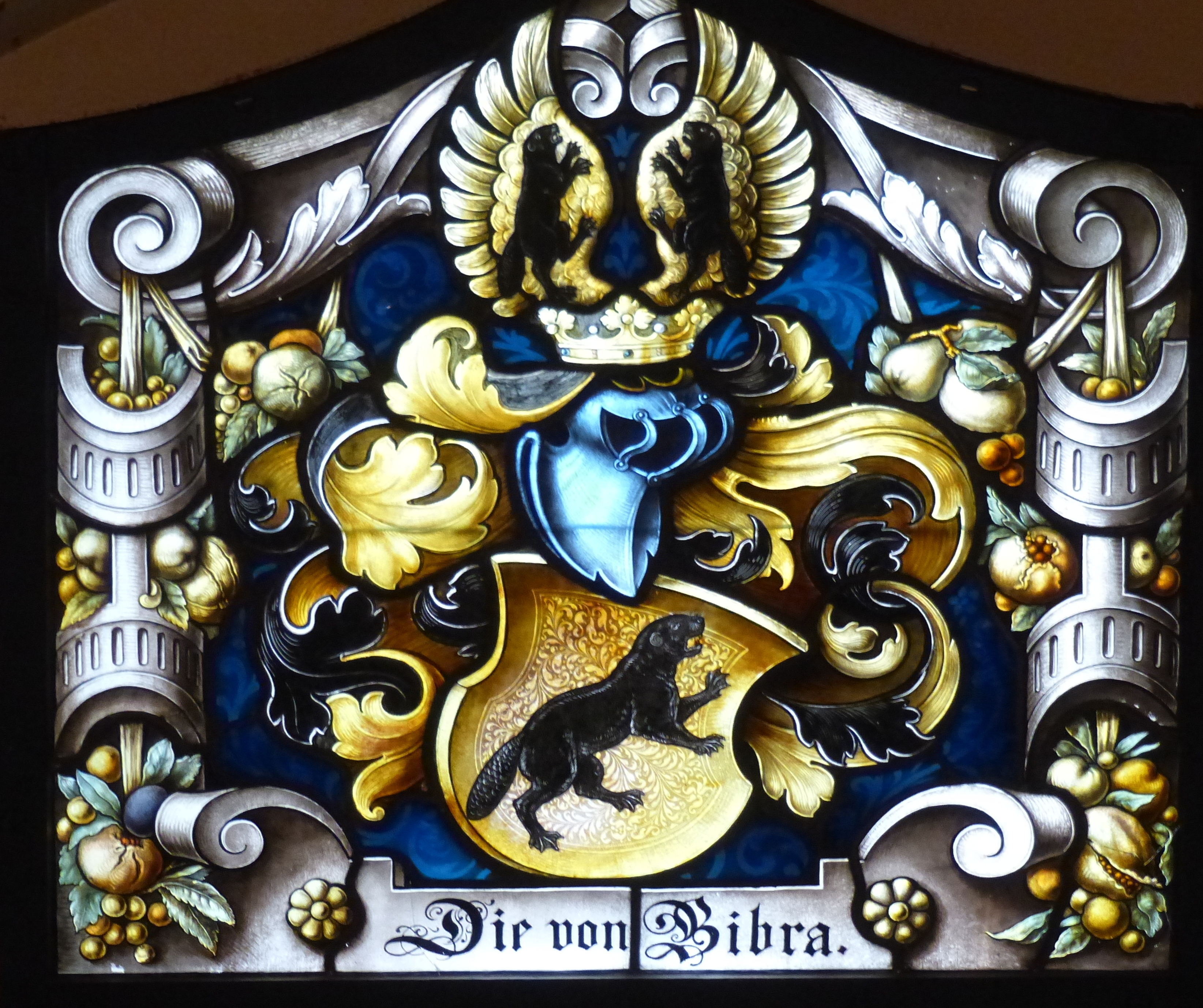
Wappen von Bibra
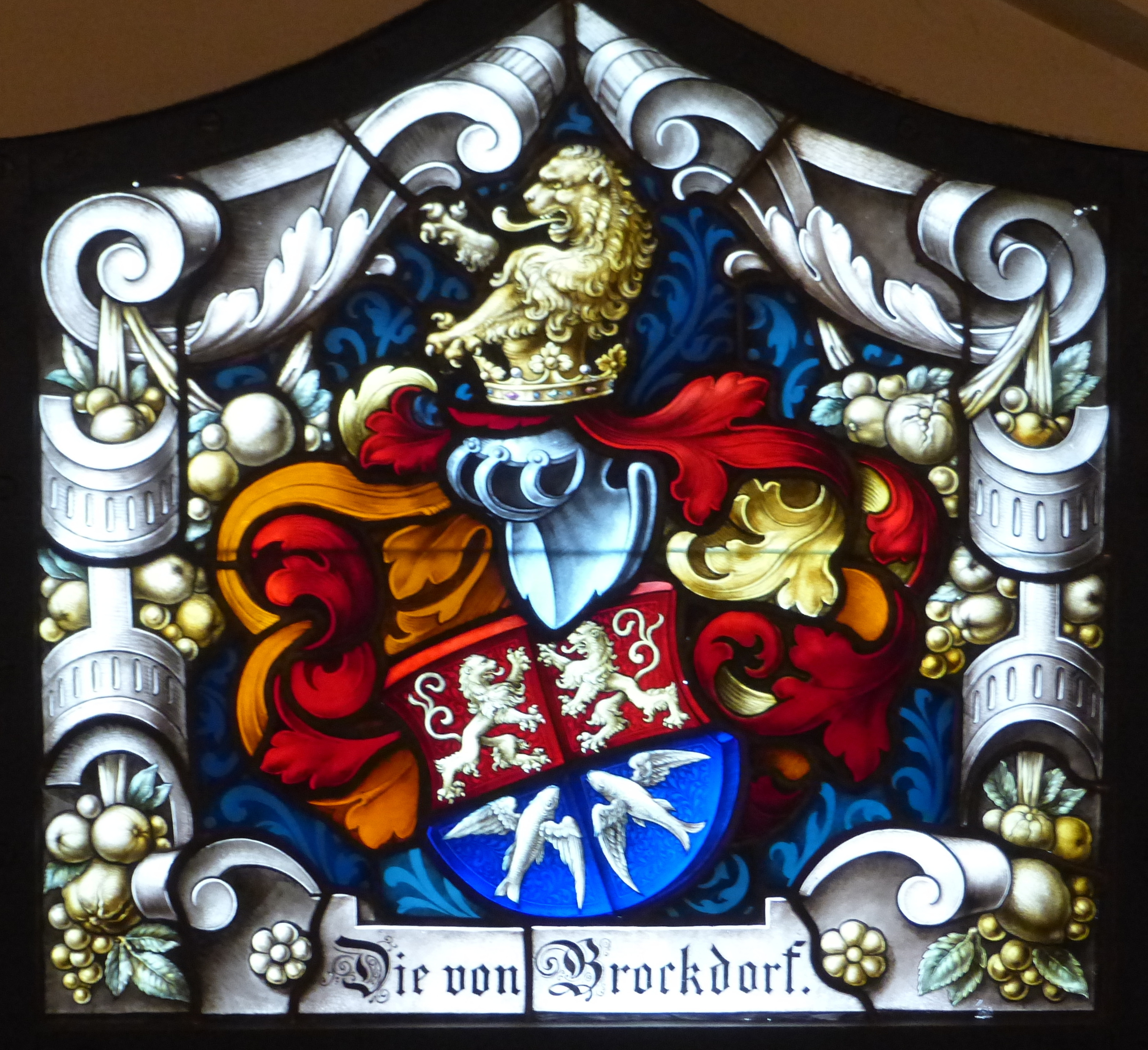
Wappen von Brockdorff